# Bailarina (escultura)
Bailarina é uma escultura em bronze concebida no ano de 1920 pelo escultor ítalo-brasileiro Victor Brecheret.

## Obra
A obra Bailarina trata-se de uma escultura trabalhada em bronze fundido, concebida no ano de 1920 por Victor Brecheret, importante escultor ítalo-brasileiro. De dimensões de 70 x 60 x 30 cm, a obra refere-se a delicadeza e a sutileza das bailarinas e dos artistas. Na década de 1920, Brecheret morava em Paris, capital da França e trabalhava com artistas como Antoine Bourdelle, buscando representar a beleza do mundo no mundo das artes.
Sandra Brecheret Pellegrini, filha de Victor, realizou uma doação para a Câmara dos Deputados do Brasil presenteando a casa legislativa brasileira ao acervo artístico da instituição de Estado. Após o processo de doação, a obra passou a integrar o Acervo da Câmara dos Deputados e passou a ser exposta nos corredores da instituição.

### Vandalismo

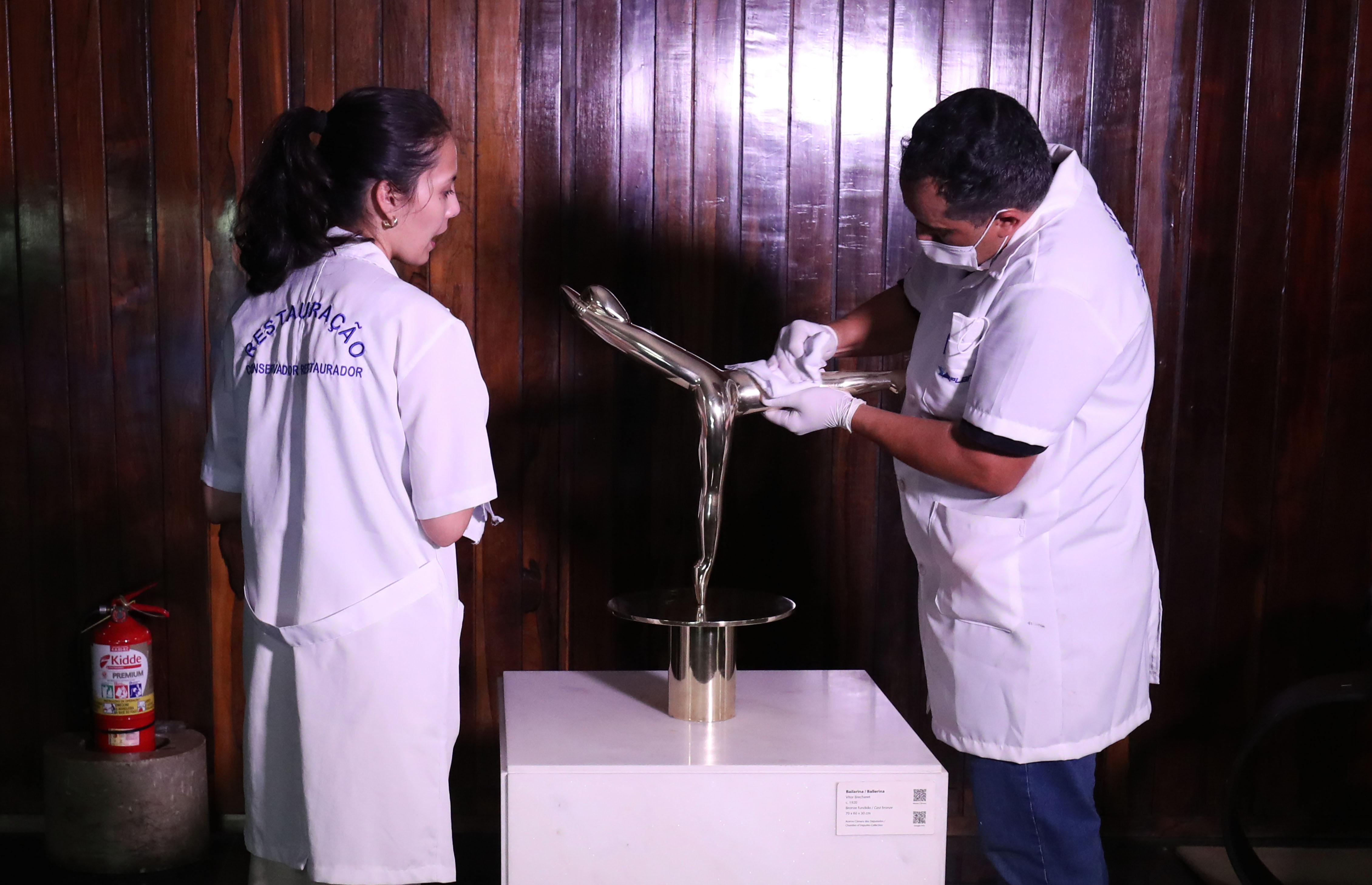
Escultura é restaurada e recolocada novamente em exposição na Câmara

Em 8 de janeiro de 2023, durante a invasão golpista realizada por bolsonaristas aos órgãos de Estado brasileiro, o Congresso ficou exposto aos terroristas que buscavam incitar um golpe de Estado no Brasil. Durante a invasão, obras de artes como As Mulatas de Di Cavalcanti e Araguaia de Marianne Peretti foram danificadas. Durante a invasão de teor golpista, a obra Bailarina desapareceu do acervo da Câmara, tendo sido levantada a hipótese de que a obra tenha sido furtada pelos bolsonaristas.
No dia seguinte, em meio a limpeza inicial na câmara promovida por servidores do Congresso, a obra foi encontrada no chão na Câmara dos Deputados, após os golpistas terem a tirado de seu pedestal. Em entrevista ao jornal carioca O Globo, Sandra Brecheret, classificou como  "cafajestada" o vandalismo da obra e afirmou que Bailarina poderá ser restaurada apesar dos amassados e arranhões. Ela voltou a ser exibida na Câmara dos Deputados no dia 11 de janeiro.